# Yakuza (rodzaj)
Yakuza – rodzaj pluskwiaków z rodziny bezrąbkowatych i podrodziny Typhlocybinae, rozprzestrzeniony od rejonu wschodnich Himalajów w Indiach (stany Meghalaya, Asam i Bengal Zachodni), przez Mjanmę, południowe Chiny (Hajnan, Syczuan, Junnan) i Tajwan po indonezyjską Sumatrę. Przedstawiciele spotykani są na wysokości od 200 do 1600 m n.p.m. Rodzaj wprowadzony został przez Irenę Dworakowską w 2002 roku.

## Morfologia
Pluskwiaki o ciele osiągającym od 2 do 3,6 mm długości.
Głowa ich jest węższa od przedplecza, zaopatrzona w krótkie oczy złożone, równoległoboczne i o połowę krótsze od przedplecza ciemię oraz krótką i w profilu silnie wysklepioną twarz. U samców spodnie końce twarzy lekko wystają w kierunku boczno-brzusznym, zaś u samicy zlewają się z końcami przedustka. Na twarzy znajduje się para czarnych plamek położonych przednio-grzbietowo względem panewek czułkowych.
Tułów ma spód i śródplecze w całości ciemne, zaś przedplecze może być całe ciemne lub ciemne tylko w tyle. Przednie skrzydło jest lekko ku szczytowi rozszerzone i na nim zaokrąglone, o prawie równoległych żyłkach podłużnych wydzielających zbliżone rozmiarami komórki. Czwarta komórka apikalna jest tak szeroka jak druga, ale o połowę od niej krótsza, będąc najkrótszą spośród komórek. Ubarwienie przedniego skrzydła jest głównie ciemne. Tylne skrzydło zwęża się ku wąsko zaokrąglonemu wierzchołkowi i ma żyłkę otokową wyraźną przy brzegu kostalnym, lecz zanikłą w polu analnym.
Odwłok samca ma niemal kulistą kapsułę genitalną, pygofor o boku krótszym niż jego wysokość u nasady i zaopatrzony w bardzo duży skleryt przednio-grzbietowy, dobrze zesklerotyzowany akrotergit dziesiątego segmentu oraz szerszą u nasady i szeroko zaokrągloną u szczytu płytkę subgenitalną. Paramery są tak długie jak pygofor, wąsko połączone stawowo z płytkami połączonymi z niemal równoległobocznym dziewiątym sternitem. Prącie ma odcinek nasadowy wyciągnięty grzbietowo-bocznie, trzy pierwsze odcinki wykształcone w trzon z gonoporem umieszczonym przedwierzchołkowo na stronie brzusznej oraz jednolite manubrium. Odwłok samicy cechuje wierzchołek wulwy wydłużony poza koleostron.

## Występowanie i ekologia
Rodzaj głównie orientalny, rozprzestrzeniony od rejonu wschodnich Himalajów w Indiach (stany Meghalaya, Asam i Bengal Zachodni), przez Mjanmę, południowe Chiny (Hajnan, Syczuan, Junnan) i Tajwan po indonezyjską Sumatrę. Spotykany jest na rzędnych od 200 do 1600 m n.p.m.
Owady te są fitofagami ssącymi soki roślin z rodziny obrazkowatych i plemienia Areae, w tym arizem, alokazji i kolokazji.
Dorosłe samce przynajmniej części gatunków odkładają w rejonie czołowo-nadustkowym, a czasem też na przedustku grubą warstwę brochosomów, nadając środkowi swej twarzy biały kolor, mimo że jej oskórek jest czarny. Brochosomy te zawierać mogą feromony płciowe, a ich umieszczanie na twarzy może wraz ze śpiewami godowymi prowadzić do izolacji behawioralnej, sprzyjając specjacji w obrębie rodzaju.

## Taksonomia
Rodzaj ten wprowadzony został w 2002 roku przez Irenę Dworakowską. Obejmuje on 8 opisanych gatunków:
- Yakuza albicans Dworakowska, 2002
- Yakuza balclutha Dworakowska, 2002
- Yakuza centralis Dworakowska, 2002
- Yakuza gaunga Dworakowska, 2002
- Yakuza indica Dworakowska, 2002
- Yakuza obscura Dworakowska, 2002
- Yakuza sumatrana Dworakowska, 2002
- Yakuza taiwana Dworakowska, 2002

Jako najbliższego krewnego tego rodzaju wskazuje się rodzaj Salka. Tworzy on wraz z nim i kilkunastoma innymi rodzajami grupę określaną „Salka mimics” w obrębie plemienia Erythroneurini.